# Tatjana Andrianova
Tatjana Nikolajevna Andrianova (rusko Ольга Николаевна Егорова), ruska atletinja, * 10. december 1979, Jaroslavelj, Sovjetska zveza.
Nastopila je na poletnih olimpijskih igrah v letih 2004 in 2008, dosegla je peto in osmo mesto v teku na 800 m. Na svetovnih prvenstvih je osvojila bronasto medaljo v isti disciplini leta 2005.